# Ярославский детинец
Ярославский детинец — древнерусский детинец в городе Ярославе Подкарпатского воеводства Польши. Крепость была заложена великим князем киевским Ярославом Мудрым во время его польского похода (1030—1031) для закрепления на землях Червоной Руси. Укрепление стало основой города, называвшегося в древнерусских летописях Ярославлем в честь князя. Первое упоминание западнорусского Ярославля в летописях под 1152 годом.
Располагался на возвышенности близ берега Сана. Городище в наше время находится на горе св. Николая на территории монастыря бенедиктинок. При раскопках обнаружены следы углублённых в землю (XI—XII веков) и наземных срубных (XIII век) жилищ. В эпоху Галицко-Волынского княжества в детинце была построена церковь Николая Чудотворца. В 1245 года под стенами города состоялось Ярославское сражение, в котором Даниил Романович Галицкий разгромил своих соперников.
Позже центр города сместился к юго-востоку.